# Midgaldinni, Raichur
Midgaldinni là một làng thuộc tehsil Raichur, huyện Raichur, bang Karnataka, Ấn Độ.